# SUCLA2
SUCLA2 (англ. Succinate-CoA ligase ADP-forming beta subunit) – білок, який кодується однойменним геном, розташованим у людей на короткому плечі 13-ї хромосоми. Довжина поліпептидного ланцюга білка становить 463 амінокислот, а молекулярна маса — 50 317.
| 10         |  | 20         |  | 30         |  | 40         |  | 50         |
| ---------- |  | ---------- |  | ---------- |  | ---------- |  | ---------- |
| MAASMFYGRL |  | VAVATLRNHR |  | PRTAQRAAAQ |  | VLGSSGLFNN |  | HGLQVQQQQQ |
| RNLSLHEYMS |  | MELLQEAGVS |  | VPKGYVAKSP |  | DEAYAIAKKL |  | GSKDVVIKAQ |
| VLAGGRGKGT |  | FESGLKGGVK |  | IVFSPEEAKA |  | VSSQMIGKKL |  | FTKQTGEKGR |
| ICNQVLVCER |  | KYPRREYYFA |  | ITMERSFQGP |  | VLIGSSHGGV |  | NIEDVAAESP |
| EAIIKEPIDI |  | EEGIKKEQAL |  | QLAQKMGFPP |  | NIVESAAENM |  | VKLYSLFLKY |
| DATMIEINPM |  | VEDSDGAVLC |  | MDAKINFDSN |  | SAYRQKKIFD |  | LQDWTQEDER |
| DKDAAKANLN |  | YIGLDGNIGC |  | LVNGAGLAMA |  | TMDIIKLHGG |  | TPANFLDVGG |
| GATVHQVTEA |  | FKLITSDKKV |  | LAILVNIFGG |  | IMRCDVIAQG |  | IVMAVKDLEI |
| KIPVVVRLQG |  | TRVDDAKALI |  | ADSGLKILAC |  | DDLDEAARMV |  | VKLSEIVTLA |
| KQAHVDVKFQ |  | LPI        |  |            |  |            |  |            |

A: Аланін

C: Цистеїн

D: Аспарагінова кислота

E: Глутамінова кислота

F: Фенілаланін

G: Гліцин

H: Гістидин

I: Ізолейцин

K: Лізин

L: Лейцин

M: Метіонін

N: Аспарагін

P: Пролін

Q: Глутамін

R: Аргінін

S: Серин

T: Треонін

V: Валін

W: Триптофан

Кодований геном білок за функціями належить до лігаз, фосфопротеїнів. 
Задіяний у таких біологічних процесах, як цикл трикарбонових кислот, ацетилювання, альтернативний сплайсинг. 
Білок має сайт для зв'язування з АТФ, нуклеотидами, іонами металів, іоном магнію. 
Локалізований у мітохондрії.